# Asakuchi
Asakuchi (浅口市?) è una città giapponese della prefettura di Okayama.